# Friedrich Jaeger (Politiker, 1946)
Friedrich Jaeger (* 14. November 1946 in Trier-Ehrang) ist ein deutscher Politiker (SPD).

## Leben
Jaeger erlangt 1966 die Fachhochschulreife und leistete danach zwei Jahre lang seinen Dienst bei der Bundeswehr ab. 1968 begann er die Ausbildung zum Polizeibeamten, in diesem Beruf war er anschließend in Koblenz, Schifferstadt, Mainz, Wittlich-Wengerohr und Trier tätig. Er war Polizeirat beim Polizeipräsidium in Trier, zuletzt übernahm er die Leitung der Polizeiinspektion in Bitburg. Er ist Mitglied der Gewerkschaft der Polizei.

## Politik
1969 trat Jaeger in die SPD ein. 1979 wurde er erstmals in den Trierer Stadtrat gewählt, in dem er 1991 den Fraktionsvorsitz übernahm. Überdies gehörte er dem Verwaltungsrat der Sparkasse Trier, dem Aufsichtsrat der Stadtwerke Trier und der Wohnungsbau und Treuhand AG Trier an. Jaeger rückte am 5. Dezember 2000 für Josef Peter Mertes in den Landtag Rheinland-Pfalz nach und gehörte diesem bis zum Ende der Wahlperiode am 17. Mai 2001 an. Jaeger war der Stellvertreter Mertes, welcher im Wahlkreis Trier/Schweich direkt gewählt wurde. In seiner Zeit im Landtag gehörte Jaeger dem Haushalts- und Finanzausschuss, dem medienpolitischen Ausschuss, der Rechnungsprüfungskommission und dem Untersuchungsausschuss „DIZ“ an.